# Spanningsniveau
Het spanningsniveau geeft weer welke spanning een elektrisch apparaat, elektrische installatie of elektrisch netwerk kan verdragen zonder beschadiging op te lopen. De spanningsniveaus zijn gestandaardiseerd om het aantal te beperken. Het spanningsniveau is nauw verbonden met het isolatieniveau. Een elektrische installatie die een bepaalde spanning moet kunnen weerstaan moet ook overeenkomstig geïsoleerd worden. Een apparaat, aangesloten op een elektrisch net van een bepaald spanningsniveau, behoort minstens tot hetzelfde spanningsniveau.

## Soorten spanningen
Een elektrisch apparaat dat aangesloten is op elektrisch netwerk wordt belast met verschillende soorten spanning gedurende een bepaalde tijd die elk hun eigen eisen stellen aan de isolatiestructuur. De bestendigheid tegen een elektrische spanning voor een bepaald isolatiemateriaal is tijdsafhankelijk en daarom wordt de installatie ook met deze spanningen getest.
1. De nominale spanning Un is de effectieve spanning die permanent door de installatie verdragen wordt. Vaak wordt ook gesproken over Ur van het Engelse Rated voltage.
2. Tijdelijke overspanning of T.O.V. (Temporary Over Voltage) is een effectieve spanning, hoger dan de nominale spanning die enkele seconden tot enkele uren op de installatie aanwezig kan zijn. Deze spanningen kunnen ontstaan door een plotse daling van de belasting. Om concreet de bestendigheid tegen overspanningen te kunnen weergeven is de 1 minuut AC testspanning gedefinieerd.
3. De maximale systeemspanning Um is de effectieve spanning waarvoor de installatie ontworpen is. Ze is iets groter dan de nominale spanning en wordt door de norm vastgelegd. Vb De norm kent maximale systeemspanningen van 170kV en van 245kV maar heel wat installaties hebben een nominale spanning van 220kV. Alle isolatiematerialen moeten voldoen aan 245kV isolatieniveau.
4. De korte duur AC-testspanning ofwel de "Power Frequency" testspanning UPF is de effectieve spanning die ofwel 1 minuut verdragen wordt door de elektrische apparatuur in droge toestand ofwel 10 seconden in natte toestand. De natte test is verplicht voor apparatuur bestemd voor buitenopstelling.
5. De lange duur AC-testspanning is test waarbij de effectieve spanning in 2 stappen van 5 minuten wordt opgedreven tot Um; deze spanning wordt 1 minuut aangehouden en vervolgens wordt de spanning verminderd tot 1,5.Um/√3 gedurende 30 minuten of 60 minuten. Daarna wordt de spanning opnieuw verminderd tot 1,1.Um/√3 gedurende 5 minuten en daarna tot 0V. Gedurende de 30 of 60 minuten worden de deelontladingen gemeten.
6. De stootspanning of "Basic Insulation Level" UBIL is een spanningspiek die een blikseminslag op of nabij het elektrisch net simuleert. Het is een golf waarvan de vorm door de norm is vastgelegd met een stijgtijd T1 van 1,2 µs en een tijd T2 tot halve spanning van 50 µs.
7. De schakelpuls-spanning of "Switching Impulse Level" USIL is een spanningspiek ten gevolge van schakelingen op het net. Deze spanning vervangt de stootspanning voor spanningsniveaus vanaf 300kV en stelt de isolatie nog meer op proef. Het aanduiden van het spanningsniveau gebeurt dan ook door opgave van meerdere spanningen.
8. De spanning U0 bij kabels. Het is de maximale effectieve spanning tussen de geleider en het geaarde scherm van een kabel. Bijgevolg is in een kabel de maximale spanning tussen 2 geleiders voor enkelfasige systemen 2.U0 ( = Um ) en voor driefasige systemen √3.U0 ( = U ). De spanningsklasse van een kabel wordt dan ook aangeduid met U0/U (Um).

## Elektrische afstanden in lucht
Voor elk spanningsniveau is er een afstand (Engels: clearance) fase-fase en/of fase aarde opgegeven die moet aangehouden worden.
Deze afstanden zijn gedefinieerd in Tabel 5 van IEC60076-03.

## Tabel 5 - IEC60076-03
Tabel 5 van IEC60676-03 geeft voor systeemspanningen Um kleiner of gelijk aan 170 kV het stootspanningsniveau (lightning impulse) en de overeenkomstige afstanden fase-aarde en fase-fase.
Merk op dat voor een bepaalde systeemspanning Um er soms meerdere stootspanningsniveaus in de tabel staan. Het gebruikelijke stootspanningsniveau is de hoogste waarde. Oude netten hebben voor een bepaalde systeemspanning Um een lager stootspanningsniveau wegens mindere kwaliteit van het gebruikte isolatiemateriaal. De systeemspanning Um die aangeduid is met * is een verouderde combinatie en niet in overeenstemming met IEC60071-1
| Highest voltage for equipment Um (kV r.m.s.) | Rated lightning impulse withstand voltage (kV peak) | Minimum clearance (mm) |
| -------------------------------------------- | --------------------------------------------------- | ---------------------- |
| 3.6                                          | 20                                                  |                        |
| 3.6/7.2                                      | 40                                                  | 60                     |
| 7.2/12                                       | 60                                                  | 90                     |
| 12/17.5                                      | 75                                                  | 110                    |
| 17.5/24                                      | 95                                                  | 170                    |
| 24                                           | 125                                                 | 210                    |
| 24/36                                        | 145                                                 | 275                    |
| 36                                           | 170                                                 | 280                    |
| 52                                           | 250                                                 | 450                    |
| 72.5/100                                     | 325                                                 | 630                    |
| 100/123/145*                                 | 450                                                 | 830                    |
| 123/145/170*                                 | 550                                                 | 900                    |
| 145/170                                      | 650                                                 | 1250                   |
| 170                                          | 750                                                 | 1450                   |

## Tabel 4 - IEC60076-03
Tabel 4 van IEC 60076-3 geeft het verband tussen de verschillende spanningen USIL, UPF, Um, UBIL voor Um > 170 kV.
- note 1: Um spanningen, aangeduid met * zijn niet in overeenstemming met IEC60071-1 maar worden wel toegepast in sommige landen
- note 2: Voor transformatoren met een zeer laag UPF niveau voor een bepaalde Um kan het nodig zijn om speciale maatregelen te treffen om de korte-duur geïnduceerde AC test uit te voeren
- note 3: korte-duur geïnduceerde AC test is niet van toepassing tenzij anders afgesproken
- note 4: voor de lagere isolatieniveaus voor een bepaalde Um kunnen hogere UPF testspanningen nodig zijn om aan te tonen dat de fase-fase spanningsniveau gehaald wordt.

| Rated switching impulse withstand voltage phase-to-earth (kV peak) | Rated short-duration induced or separate source AC withstand voltage (kV r.m.s.) | Highest voltage for equipment Um (kV r.m.s.) | Rated lightning impulse withstand voltage (kV peak) |
| ------------------------------------------------------------------ | -------------------------------------------------------------------------------- | -------------------------------------------- | --------------------------------------------------- |
| 550                                                                | 325                                                                              | 245*                                         | 650*                                                |
| 650                                                                | 360                                                                              | 245*                                         | 750*/850                                            |
| 750                                                                | 395                                                                              | 245*/300                                     | 850/950                                             |
| 850                                                                | 460                                                                              | 245*/300/362                                 | 950/1050                                            |
| 950                                                                | 510                                                                              | 362                                          | 1050/1175                                           |
| 850                                                                | 460                                                                              | 420                                          | 1050/1175                                           |
| 950                                                                | 510                                                                              | 420/550                                      | 1175/1300                                           |
| 1050                                                               | 570                                                                              | 420/550                                      | 1300/1425                                           |
| 1175                                                               | 630                                                                              | 420*/550                                     | 1425/1550                                           |
| 1300                                                               | note 3                                                                           | 800                                          | 1675/1800                                           |
| 1425                                                               | note 3                                                                           | 800                                          | 1800/1950                                           |
| 1550                                                               | note 3                                                                           | 800                                          | 1950/2100                                           |